# Gimme More
Gimme More er en sang fra Britney Spears' femte studiealbum Blackout og den første single fra dette album. Sangen er skrevet af James Washington, Keri Hilson, Marcella Araica og Nate Hills og produceret af Nate 'Danja ' Hills. Sangen blev udgivet den 25. september i USA og singlen opnåede den højeste placering for Britney Spears på Billboard Hot 100 siden hendes første single Baby One More Time.

## Numre
| Promo CD single 1. Gimme More (4:12) 2. Gimme More (Instrumental) (4:12) 3. Gimme More (A Cappella) (3:52) Australsk single 1. Gimme More (4:12) 2. Gimme More (Instrumental) (4:12) | Engelsk Single 1. Gimme More (4:12) 2. Gimme More (Kaskade Club remix) 3. Gimme More (Junkie XL remix) 4. Gimme More (Seiji Dub) 5. Gimme More (Stonebridge Club remix) | Remix Single 1. Gimme More (Stonebridge Club remix) 2. Gimme More (Sticky Club remix) 3. Gimme More (Seiji Club remix) 4. Gimme More (Stonebridge radiomix) 5. Gimme More (Sticky radiomix) 6. Gimme More (4:12) |

## Musikvideo
Musikvideoen til sangen er instrueret af Jake Sarfaty og er hans første.  Videoen blev optaget mellem 19. juli og 7. august 2007 i Los Angeles.
Videoen havde verdenspremiere den 5. oktober 2007 på iTunes og blev vist første gang på tv 7. oktober på tv-kanalen MuchMusic.
Den starter med, at en lyshåret Britney og hendes venner sidder i en bar på en stripklub, da en brunhåret Britney kommer gående ind og begynder at danse op ad en stang. Hun tager derefter sin hat af og begynder at danse vildere og mere sexet, mens en mand kigger på. Den lyshårede Britney og hendes venner er glade og virker interesserede i manden. Efter at et par andre dansere har gjort den brunhårede Britney med selskab på scenen, tager hun sin vest af og bruger den til at dække sit bryst, mens hun danser videre.
I en ucensureret version, der kan ses på MuchMusic, kan en topløs Britney ses danse videre med bare en plasticblomst til at dække hendes brystvorter. Dette kan være en skjult 'hilsen' til de topløse fotos, der tidligere på året blev publiceret, hvor hun kun dækker sine brystvorter med to lyserøde blomster.
Videoen slutter med, at den lyshårede Britney og hendes veninder kigger på manden og griner.

## Danske hitlister
I Danmark har sangen opnået følgende topplaceringer (2007):
| Chart                      | Top-placering |
| -------------------------- | ------------- |
| Download                   | 02 (Uge 41)   |
| P3's Tjeklisten            | 14 (Uge 42)   |
| iTunes Danmark             | 02 (Uge 42)   |
| TDC Musik Download Top 100 | 03 (Uge 42)   |